# Fédération canadienne des étudiantes et étudiants
La Fédération canadienne des étudiantes et étudiants (FCÉÉ) - appelée en anglais : Canadian Federation of Students (CFS) - est la plus grande organisation de représentation étudiante au Canada. Fondée en 1981, la FCÉÉ a le mandat de lutter pour une éducation post-secondaire accessible et de qualité, et ce, aux paliers fédéral et provinciaux. La FCÉÉ dit représenter plus de 500 000 étudiants à temps plein et à temps partiel provenant de 80 collèges et universités canadiens.

## Histoire
La Fédération a été fondée en 1981 dans le but de créer un mouvement étudiant uni au fédéral comme au provincial. La fédération avait également le rôle de servir d'organisation de représentation politique et de gérer des services destinés aux étudiants.
Plusieurs associations étudiantes ont quitté la FCÉÉ durant les années 1990 dû à des différends par rapport aux positions politiques de la Fédération, en particulier son opposition à la Guerre du Golfe et ses prises de positions dans d'autres dossiers que certains jugeaient de non-pertinent au mouvement étudiant. Aussi, plusieurs anciennes associations membres jugeaient la prise de position pour la gratuité scolaire d'irréaliste et que la fédération mettait trop l'accent sur l'organisation de manifestations politique plutôt que de faire pression sur le gouvernement par le lobby. Certaines de ces associations ont fondé l'Alliance canadienne des associations étudiantes (ACAE) en 1995.
Certaines de ces associations étudiantes se sont reaffiliées à la FCÉÉ, telle celles de premier cycle de l'Université Carleton, de l'Université de Windsor et celles des cycles supérieurs de l'Université Queen's. En 2002 le Conseil d'administration étudiant de l'Université de Toronto (University of Toronto Student Administrative Council), l'Association des étudiants à temps-partiel de premier cycle (Association of Part-Time Undergraduate Students) et l'Association étudinate du Campus de Scarborough (Scarborough Campus Students Union) se sont joints à la fédération. Au congrès général annuel de la fédération, les résultats de référendum gagnés à Association étudiante de l'Université du Manitoba et à l'Association étudiante de l'Université de la Saskatchewan ont été ratifiés. En 2005, les étudiants du Campus Edmonston de l'Université de Moncton, l'Université Thompson Rivers, les étudiants à temps partiel de l'Université Laurentienne, les étudiants des cycles supérieurs de l'Université du Nouveau Brunswick, parmi d'autres, sont devenus membres éventuels.
Durant les dix dernières années, la FCÉÉ a organisé plusieurs manifestations et actions pour compléter son travail de pression auprès des gouvernements provinciaux et fédéral. En 1995, plus de 100 000 étudiants sont sortis dans les rues pour s'opposer aux politiques du gouvernement fédéral en matière de remboursement des prêts.  En Ontario, la FCÉÉ a organisé une série de manifestations contre la dérèglementation et l'augmentation des frais de scolarités ainsi que la réduction dans le financement public des universités. En Colombie-Britannique, elle a joué un rôle important dans l'instauration d'un gel et de réductions des frais. La FCÉÉ avait été accusée d'être trop proche du gouvernement de Glen Clark et d'avoir harcelé toute association étudiante qui tentait de se désafillier

## Services
Il existe une branche de la fédération qui se charge de la gestion des services. La FCÉÉ-Services est responsable, entre autres de Voyages Campus (Travel CUTS), une agence de voyages qui propose des vols à rabais et vend la Carte d'identité étudiante internationale (ISIC), la délivrance de cette carte ISIC étant par contre gratuite pour tous les membres de la Fédération. Elle gère également le Programme de travail étudiant à l'étranger, Homes4Students, l'écono-carte étudiante et le Réseau de santé étudiant national.

## Affaires courantes
En 1999, le Conseil étudiant universitaire à l'Université de Western Ontario a poursuivi en justice la FCÉÉ-Services à propos de Voyages Campus. La poursuite judiciaire s'est résolu par transaction juridique.
En 2003, les étudiants des cycles supérieurs de l'Université Memorial ont décidé par référendum de s'affilier à la Fédération. Toutes les universités et collèges de la province sont désormais membres de la FCÉÉ. Terre-Neuve-et-Labrador a les frais de scolarité les plus bas au pays après le Québec. Les frais de scolarité avaient été réduits de 25 % durant les années 1990 et avaient par la suite été gelés. Le gouvernement progressiste-conservateur a promis de maintenir le gel jusqu'à la fin de leur mandat en 2008.